# Most Golden Gate
Most Golden Gate (angleško Golden Gate Bridge) je viseči most na vhodu v zaliv San Francisco preko ožine Golden Gate v Kaliforniji. Je simbol San Francisca. Most Golden Gate je bil v letu 1984 vključen na seznam zgodovinskih gradbenih dosežkov s strani ameriškega združenja gradbenih inženirjev in prijavljen v letu 1995 za enega izmed sodobnih čudes sveta.
Most je bil odprt leta 1937, ima svetlo višino 67 metrov pri plimi in povezuje, s šestimi prometnimi pasovi in dvema za pešce in kolesarje, San Francisco z Marin County in manj poseljenima dolinama Napa in Sonoma.
Občudovanje in skepticizem so bile reakcije na projekt, ki ga je začel leta 1918 mlad inženir Joseph B. Strauss: čudovit viseči most, ki bi nadomestil trajekte, ki so povezovali San Francisco z mesti okoli okrožja Marin, čez vhod v zaliv. Ožino med San Franciscom in Tihim oceanom je leta 1846 kapetan John Fremont imenoval Golden Gate, verjetno po analogiji z Golden Horn v Carigradu. Vendar je ožina pri Bosporju ožja in voda plitvejša in manj burna kot tista v Golden Gate. Trajalo je pet let da so obvladali lobije okrog trajektov - v tistem času je bilo aktivnih že več kot 170 plovil - in prepričali javnost v vrednost te naložbe, ki je bila ocenjena na 27.000.000 $, da bi na koncu znašala 35.000.000 $. Most Golden Gate je eden izmed najbolj prepoznavnih simbolov San Francisca in Združenih držav Amerike.

## Konstrukcija
Most Golden Gate je bil 27 let, do odprtja Verrazano-Narrows Bridge leta 1964 z glavnim razponom 1280 metrov, najdaljši viseči most na svetu, v letu 2013 je enajsti. Celoten odsek skupaj z dostopoma je dolg 2737 metrov. Viseči most ima skupno dolžino 1966 metrov in ima 227 metrov visoka pilona. Pilona sta iz jekla in iz več stopenj. Na vsaki stopnji sta medsebojno povezana s prečnimi rebri. Odaljenost med pilonoma (glavni lok) je 1.280 metrov, višina nad vodo je 67 metrov. Premer glavnih nosilnih kablov je 91 centimetrov, nanje so na vsakih 15 m pritrjene vertikale.

## Gradnja

### Zgodovina
Začetni načrti za premostitev zaliv so bili že v letu 1872, vendar so očitne težave - odprto morje, globoka voda, močna plima in tokovi, megla, nevihte in potresi taka tveganja, ki so povzročila zaskrbljenost o tem ali je most sploh mogoč in cenovno dostopen.
Na zahtevo občine San Francisco je Joseph B. Strauss prinesel leta 1921 načrte za kombiniran palični in viseči most z razponom 1222 m, vendar je bil njihov nastop zavrnjen zaradi težav s financiranjem.  Kot so trajekti dosegli meje zmogljivosti, je bilo projekt mostu možno nadaljevati. Leta 1924 je vojno ministrstvo, kot lastnik zemljišča na obeh straneh Golden Gate, dalo začasno dovoljenje, vendar so se srečali z negodovanjem, ki je med drugim privedlo do osem let grenkih pravnih sporov.
V januarju 1929 je bil ustanovljen Golden Gate Bridge in Highway District, kot organ za vodenje gradnje. Joseph B. Strauss je bil imenovan za glavnega inženirja, njegova kolega Charles A. Ellis in Clifford E. Paine so najeli kot podpredsednika. Poleg teh je bil še svetovalni odbor v katerem so bili Leon S. Moisseiff, Othmar Ammann in Charles Derleth, Jr. z univerze Berkeley v Kaliforniji in arhitekt Irving Morrow F., ki je pripravil zunanjo obliko pilonov. 
V tem času je jeklarska industrija in tehnologija visečih mostov toliko napredovala, da je bil prvotni načrt za most zastarel. Strauss je zato v obdobju med letoma 1925 in 1929 svoje načrte za most pretvoril v pravi viseči most z razponom 1280 m - tedaj najdaljši viseči most na svetu.
V oktobru 1929 se je začela velika borzna kriza, ki je povzročila veliko gospodarsko krizo. Kljub temu pa je uspelo, po ostri javni razpravi, novembra 1930 zagotoviti financiranje mostu preko obveznic v višini 35.000.000 $. Most je bil financiran izključno s temi obveznicami. Vračilo kapitala v višini 35 milijonov ameriških dolarjev in celotne obračunane obresti $ 39.000.000 dolarjev, so bile plačane iz prihodkov od cestnine, leta 1971 je bila odkupljena zadnja obveznica. Samo današnja Alexander Avenue, stranski dostop iz Sausalituja, je bil zgrajen s pomočjo programa Works Progress Administration, kot del New Deal predsednika Roosevelta za ustvarjanje delovnih mest. Zaradi nadaljnjih sodnih postopkov je bil začetek gradnje spet preložen.
Medtem so Strauss in njegovi inženirji intenzivno delali na načrtovanju mostu. Charles A. Ellis, ki je vodil urad v Chicagu, je ustvaril tisoče izračunov, nastajale so delovne risbe, specifikacije in razpisna dokumentacija. Pogosto se je posvetoval z Moisseiffom v New Yorku, ki je bil praktično zraven pri vseh tedanjih visečih mostovih. Ellisa, ki je neutrudno delal, je Strauss 5. decembra 1931 poslal na dopust. Tri dni pred koncem dopusta je Ellis prejel pismo, v katerem ga je Strauss prosil, da izroči svoje dokumente svojemu namestniku in gre za neomejen čas na oddih. Nikoli ni bilo jasno, kaj je Straussa pripeljalo do tega koraka. Pogosto se domneva, da se je Strauss bal, da bi kolega prevzel vlogo ustvarjalca te ogromne konstrukcije.

### Gradnja
5. januarja 1933 je bil začetek gradnje. Zvrstile so se številne prireditve na obeh straneh ožine.
Gradnja je predstavljala velik tehnični izziv. Most je dosegel številne rekorde: imel je najvišji pilon z 227 metrov, bil je najdaljši (2.332 metrov) in imel najdebelejše (92 cm) kabelske sklope in največje podvodne temelje.
Severni pilon je bil zgrajen neposredno na skalnati obali, zato so betonske temelje zaključili brez težav v nekaj mesecih. Južni steber pa so zgradili okoli 340 metrov od Fort Pointa v globoki vodi. V ta namen so kot dostop zgradili začasen most, ki ga je uničila ladja in večkrat poškodovalo hudo neurje z visokimi valovi, tako da je gradnja temeljev trajala dve leti.
Gradnja jeklenih pilonov in jeklenih plošč je bila dodeljena McClintic-Marshall Company, ki je delo prevzela leta 1931 od Bethlehem Steel. Deli so bili izdelani v Pittsburghu, Pennsylvania, tam začasno sestavljeni, razstavljeni in prepeljani po železnici v Philadelphijo. Tam so bili naloženi na ladje, ki so jih odpeljali na razdalji skoraj 10.000 kilometrov skozi Panamski prekop do skladišča v Alameda v San Francisco Bay. Posamezni deli so bili nato z barkami prepeljani na most. Med obema pilonoma so bili nameščeni žerjavi.
Postopek predenja in nameščanja kabla je trajal šest mesecev in devet dni. Nato so 250 parov vešal na razdalji 15 m obesili na kable, ki so bili dokončna podpora cestišču.
Sestavljanje platforme nosilca so začeli na pilonu in končali v sredini mostu. Pri tej metodi gre projekt ceste sprva razmeroma strmo navzgor, preden se počasi spusti in obremeni kabel. 20. novembra 1936 so se srečali na sredini.
Da bi zmanjšali število nesreč pri delu, je Joseph B. Strauss vpeljal stroga navodila, ki jih je bilo treba spoštovati in dal namestiti varnostno mrežo. Devetnajst delavcem je rešila življenje; ustanovili so (neformalni) klub "Na pol poti v pekel".
19. aprila 1937 je bilo delo končano - nekaj pred dogovorjenim časom in tik pod proračunom stroškov. Za promet so ga odprli 28. maja 1937 ob dvanajstih, ko je dal telegrafski signal predsednik Franklin D. Roosevelt v Beli hiši. Ob odprtju so prerezali verigo namesto običajnega traku. Dan pred tem je bil sproščen za pešce. 200.000 ljudi je izrabilo priložnost za sprehod in ogled. 
Konstrukcija tehta 887.000 ton. 600.000 zakovic drži dva pilona skupaj. Zadnja zakovica je bila izdelana iz čistega zlata in je bila vgrajena za dokončanje gradbenih del v okviru velikega medijskega pompa. Ker je zlato zelo mehka plemenita kovina, je obremenitev zaradi močnega ogrevanja in tolčenja s kladivom povzročila, da se je odcepila in padla v vodo. Nikoli je ne bi bilo mogoče najti in hitro so jo zamenjali za »normalno« zakovico.

### Klub "Na pol poti do pekla"
Varnostna mreža je bila raztegnjena v času gradnje pod mostom in naj bi ublažila padce gradbenih delavcev. V fazi gradnje je devetnajst delavcem rešila življenja, med drugim Alfredu Zampa. Ta skupina preživelih je bila znana kot klub "Na pol poti v pekel". Do konca januarja 1937,  v času gradnje, je bil samo en mrtev. 17. februarja 1937 pa se je zgodila katastrofa. Dvanajst ljudi je padlo v mrežo, ki ni zdržala sile in deset delavcev je padlo v smrt.  Tako je bilo skupno enajst smrtnih žrtev.

## Izvor imena
Most je bil poimenovan po naravnem vhodu v zaliv San Francisco. Ta vhod je 1,6 kilometra širok. Vhod v zaliv je bil leta 1846, v času zlate mrzlice v Kaliforniji, imenovan Golden Gate ali Chrysopylae (imenoval ga je kapitan Johna C. Fremonta), podobno kot se imenuje pomorska pot Golden Horn (grško: Chrysoceras) v Konstantinoplu, danes Carigradu.

## Promet
Dnevno prevozi most okoli 120.000 vozil, vsako leto je približno 10 odstotkov več. Potovanje na sever je brezplačno za vsa vozila, povratno potovanje v mesto stane za avto (2 osi) US $ 5,00 (FasTrak) ali 6,00 $ (gotovina), za vsako naslednjo os je cestnina $ 2,50 (FasTrak) ali 3,00 $ (gotovina). Kolesarji in pešci ne plačajo cestnine. Cestnina se zbira na cestninski postaji z več kot ducat blagajnami. V konici je vožnja brezplačna, če so najmanj tri osebe v vozilu. Tako je most dobičkonosen desetletja, čeprav gredo velike vsote denarja za antikorozijsko zaščito.
Omejitev hitrosti na mostu je 45 mph (72 km/h).
FasTrak je elektronski sistem cestninjenja države Kalifornije. V avtomobilu je nameščena postaja, ki identificira vozilo na cestninski postaji. Pri prehodu skozi cestninsko postajo se določi število osi in zaračuna ustrezna pristojbina iz predplačniškega računa. Voznik ne sme ustaviti, da bi plačal cestnino.

## Barva in pleskanje
Po načrtu je gradbeni inženir Joseph B. Strauss predvidel sivo barvo mostu. Oranžna je pravzaprav konzervans in se imenuje International Orange. Oranžna barva rje je bila všeč ljudem San Francisca, ker je to zemeljski odtenek glede na okoliške hribe in gore in se most tako dobro vklaplja v pokrajino. Tako se je Joseph B. Strauss premislil in barvo mostu pustil oranžno.
Obnova barve je ponavljajoča in glavna dejavnost pri vzdrževanju mostu. Prevleka ščiti komponente jekla pred korozijo. Obstaja veliko napačnih predstav o tem, kako pogosto se most barva. Nekateri priporočajo popolno pleskanje vsakih sedem let, drugi pa enkrat na leto. V resnici je bil most med gradnjo zaščiten s svincem. V naslednjih 27 letih so potekala le redna popravila. Leta 1968 je korozija napredovala tako daleč, da so staro barvo odstranili in jo nadomestili z anorganskim cink-silikatnim osnovnim premazom s plastičnimi komponentami. Površina je bila leta 1990 nadomeščena z akrilno emulzijo, kar ustreza trenutnim standardom. Program je bil začet leta 1995, s poudarkom na točkah največje korozije in uspešno zaključen.

## Večja vzdrževalna dela na mostu
Le tri leta po tem ko je bil most Golden Gate odprt, je bil končan tudi most Tacoma Narrows, čeprav krajši, in samo z dvema pasovoma bistveno vitkejši in je imel nosilce iz zelo nizkih profilov jekla namesto visokega paličja. Leta 1940 se je zaradi vibracij porušil. Posledica je bila večje zahteve po togosti nosilca mostu. Most Golden Gate, s svojo precej boljšo vrednostjo trdnosti, je bil manj občutljiv. Leta 1951 je prišlo do izjemno močne nevihte, ki je tudi tukaj povzročila skrbi. Zato je bilo njegovo paličje v letih 1953-1954 okrepljeno z nižjimi horizontalnih prečniki.
V letih 1973-1976 so bila zamenjana vsa vešala. Od leta 1980 do 1982 so se izvajali ukrepi za povečanje potresne varnosti. Potem je bilo pod prometom odstranjeno betonsko vozišče, zgornji jekleni nosilci nadomeščeni z ortotropnimi ploščami, uporabili so tudi novo, tanjšo posteljico. Masa mostu je bila ob koncu del leta 1986 zmanjšana za 11.000 t.
Čeprav potres Loma Prieta 17. oktobra 1989 ni povzročil nobene večje škode na mostu, pa so v letih 1990 izvedli statične preiskave in nadaljnje ojačitvene ukrepe, ki so se končali v letu 2008. Med drugim so bili nameščeni dušilniki nihanj in okrepljeni temelji.
- Pilon mostu Golden Gate – pogled iz vozišča
- Južni pilon mostu
- Prerez kabla – premer 92,4 cm
- Pogled iz SZ – večerno sonce še poudari oranžno barvo mostu

## Samomori
Most Golden Gate ljudje pogosto uporabljajo za izvedbo samomora. Od odprtja mostu leta 1937 je več kot 1600 ljudi umrlo po skoku čez ograjo visoko le 1,20 metra. V ameriških medijih so razpravljali o tem ali bi bilo mogoče zgraditi oviro, ki bi samomore vsaj otežila. Pobuda je bila zavrnjena s strani pristojnih organov, saj so domnevali, da bi samomorilci našli drugo mesto za izvedbo poskusa samomora. Šele v juniju 2014 so se odločili za nakup varnostnih mrež, ki so nameščene na obeh straneh sedem metrov navzven. Stroški namestitve, ki bo izvedena v treh letih, bodo znašali približno 56 milijonov evrov.  
Obstaja več telefonov, ki bi samomorilskim osebam omogočili vzpostaviti stik s strokovno pomočjo. Zaradi prometnega hrupa in pogosto hrupa vetra, so telefonski klici v praksi neizvedljivi.
Največ samomorilnih skokov je potekalo na strani, ki gleda na zaliv. Pacifiška stran ni namenjena pešcem.
Samomor na mostu Golden Gate je tema eksperimentalnega filma Jennija Olsona Joy of Life (2005) in dokumentarca režiserja Erica Steela, objavljenega v letu 2006 z naslovom The Bridge. Pogosti samomori so tema tudi pesmi Jumper ameriške rock skupine Sleater-Kinney, ki je izšla na albumu The Woods in kot single.

## Veter
Od otvoritve dalje je bil most Golden Gate zaprt zaradi vremenskih razmer le trikrat: 1. decembra 1951 zaradi sunkov vetra 111 km/h, 23. decembra 1982 zaradi vetra 113 km/h in 3. decembra 1983 zaradi sunkov vetra 121 km/h). Za merjenje hitrosti vetra je uporabljen anemometer, postavljen na sredino med oba pilona na zahodni strani mostu. Drug anemometer je na enem od pilonov.

## Mediji
Die Golden Gate Bridge. Reportage auf n-tv 14. Dezember 2009 (TV-Tipp, usa-reporter.com)